# Caribes de San Sebastián 2024 (pallavolo maschile)
Questa voce raccoglie le informazioni riguardanti i Caribes de San Sebastián nelle competizioni ufficiali della stagione 2024.

## Stagione
I Caribes de San Sebastián partecipano al loro trentatreesimo campionato di Liga de Voleibol Superior Masculino, concludendo la regular season con il primo posto nella sezione Isla: ai quarti di finale dei play-off scudetto superano in tre gare i Gigantes de Carolina, mentre in semifinale impiegano quattro gare a piegare la resistenza dei Changos de Naranjito; in finale sfidano i Mets de Guaynabo, andando a conquistare il loro terzo titolo nazionale dopo la vittoria in gara 7, disputata all'Auditorio Juan Pachín Vicéns di Ponce.

## Organigramma societario
Area direttiva
- Presidente: Ángelo Ferrante

Area tecnica
- Primo allenatore: Marcos Liendo
- Assistente allenatore: Pedro Rosario

## Rosa
| N° | Nome             | Ruolo | Data di nascita   | Nazionalità sportiva |
| -- | ---------------- | ----- | ----------------- | -------------------- |
| 1  | Enger Miéses     | L     | 1º dicembre 1995  | Porto Rico           |
| 2  | Anthony Negrón   | C     | -                 | Porto Rico           |
| 3  | Pablo Guzmán     | S     | 2 giugno 1987     | Porto Rico           |
| 5  | Pedro Nieves     | C     | 29 giugno 1993    | Porto Rico           |
| 7  | Diego Villafañe  | P     | 10 dicembre 1999  | Porto Rico           |
| 8  | Marcos Liendo    | L     | 8 ottobre 1993    | Porto Rico           |
| 9  | Daniel Martínez  | C     | -                 | Porto Rico           |
| 10 | Ezequiel Cruz    | S     | 15 luglio 1986    | Porto Rico           |
| 12 | Howard García    | P     | 8 febbraio 1994   | Porto Rico           |
| 14 | Pelegrín Vargas  | S     | 31 luglio 1998    | Porto Rico           |
| 15 | Johan León       | S     | 12 maggio 1999    | Porto Rico           |
| 16 | Jackson Rivera   | S     | 19 agosto 1987    | Porto Rico           |
| 17 | Kenneth Martínez | C     | 25 settembre 1998 | Porto Rico           |
| 24 | Jalen Penrose    | O     | 9 dicembre 1994   | Stati Uniti          |

## Mercato
| Acquisti | Acquisti         | Acquisti             | Acquisti   |
| R.       | Nome             | da                   | Modalità   |
| -------- | ---------------- | -------------------- | ---------- |
| P        | Howard García    | Foinikas Syro        | definitivo |
| S        | Johan León       | Gigantes de Adjuntas | definitivo |
| L        | Marcos Liendo    | -                    | definitivo |
| C        | Daniel Martínez  | -                    | definitivo |
| C        | Kenneth Martínez | -                    | definitivo |
| L        | Enger Miéses     | -                    | definitivo |
| O        | Jalen Penrose    | Indios de Mayagüez   | definitivo |
| S        | Jackson Rivera   | Cafeteros de Yauco   | definitivo |
| S        | Pelegrín Vargas  | Al-Nasr              | definitivo |
| P        | Diego Villafañe  | Xarı Bülbül          | definitivo |

| Cessioni | Cessioni        | Cessioni             | Cessioni   |
| R.       | Nome            | a                    | Modalità   |
| -------- | --------------- | -------------------- | ---------- |
| C        | Ismael Alomar   | Gigantes de Carolina | definitivo |
| S        | Samuel Burgi    | Știința Bucarest     | definitivo |
| P        | Howard García   | Foinikas Syro        | definitivo |
| L        | Marcos Liendo   | -                    | ritirato   |
| L        | José Mulero     | Gigantes de Adjuntas | definitivo |
| S        | Diego Negrón    | Cafeteros de Yauco   | definitivo |
| P        | Gabriel Rosado  | Gigantes de Carolina | definitivo |
| O        | Pedro Rosario   | -                    | ritirato   |
| O        | Jair Santiago   | Gigantes de Carolina | definitivo |
| S        | Pelegrín Vargas | Al-Nasr              | definitivo |

## Risultati

### LVSM

#### Regular season
| 2 agosto 2024 Coliseo Luis Aymat Cardona, San Sebastián      | Caribes de San Sebastián | 3 - 0 | Indios de Mayagüez       | 25-13, 25-15, 25-22               |
| 8 agosto 2024 Coliseo Carmen Zoraida Figueroa, Corozal       | Plataneros de Corozal    | 1 - 3 | Caribes de San Sebastián | 15-25, 20-25, 14-25, 20-25        |
| 11 agosto 2024 Coliseo Luis Aymat Cardona, San Sebastián     | Caribes de San Sebastián | 1 - 3 | Cafeteros de Yauco       | 24-26, 23-25, 25-19, 23-25        |
| 16 agosto 2024 Coliseo Luis Aymat Cardona, San Sebastián     | Caribes de San Sebastián | 3 - 0 | Gigantes de Adjuntas     | 25-21, 25-22, 25-19               |
| 18 agosto 2024 Coliseo Mario Morales, Guaynabo               | Mets de Guaynabo         | 1 - 3 | Caribes de San Sebastián | 18-25, 22-25, 25-22, 28-30        |
| 23 agosto 2024 Coliseo Gelito Ortega, Naranjito              | Changos de Naranjito     | 0 - 3 | Caribes de San Sebastián | 17-25, 18-25, 18-25               |
| 29 agosto 2024 Coliseo Guillermo Angulo, Carolina            | Gigantes de Carolina     | 3 - 1 | Caribes de San Sebastián | 17-25, 25-23, 25-22, 25-13        |
| 1º settembre 2024 Coliseo Luis Aymat Cardona, San Sebastián  | Caribes de San Sebastián | 3 - 1 | Plataneros de Corozal    | 25-15, 25-12, 21-25, 25-21        |
| 5 settembre 2024 Coliseo Luis Aymat Cardona, San Sebastián   | Caribes de San Sebastián | 3 - 2 | Cafeteros de Yauco       | 25-13, 25-18, 23-25, 22-25, 15-11 |
| 7 settembre 2024 Coliseo Luis Aymat Cardona, San Sebastián   | Caribes de San Sebastián | 2 - 3 | Mets de Guaynabo         | 24-26, 25-20, 25-23, 23-25, 11-15 |
| 12 settembre 2024 Palacio de Recreación y Deportes, Mayagüez | Indios de Mayagüez       | 0 - 3 | Caribes de San Sebastián | 24-26, 21-25, 32-34               |
| 14 settembre 2024 Coliseo Luis Aymat Cardona, San Sebastián  | Caribes de San Sebastián | 3 - 0 | Gigantes de Adjuntas     | 25-17, 25-20, 30-28               |
| 19 settembre 2024 Coliseo Luis Aymat Cardona, San Sebastián  | Caribes de San Sebastián | 3 - 0 | Gigantes de Carolina     | 25-19, 25-15, 27-25               |
| 26 settembre 2024 Coliseo Rafael Llull Pérez, Adjuntas       | Gigantes de Adjuntas     | 0 - 3 | Caribes de San Sebastián | 22-25, 23-25, 20-25               |
| 29 settembre 2024 Coliseo Luis Aymat Cardona, San Sebastián  | Caribes de San Sebastián | 3 - 0 | Changos de Naranjito     | 25-22, 25-23, 25-21               |
| 4 ottobre 2024 Coliseo Luis Aymat Cardona, San Sebastián     | Caribes de San Sebastián | 3 - 0 | Indios de Mayagüez       | 25-20, 25-18, 25-15               |
| 10 ottobre 2024 Coliseo Raúl "Pipote" Oliveras, Yauco        | Cafeteros de Yauco       | 0 - 3 | Caribes de San Sebastián | 18-25, 24-26, 17-25               |
| 13 ottobre 2024 Palacio de Recreación y Deportes, Mayagüez   | Indios de Mayagüez       | 0 - 3 | Caribes de San Sebastián | 17-25, 19-25, 18-25               |
| 18 ottobre 2024 Coliseo Rafael Llull Pérez, Adjuntas         | Gigantes de Adjuntas     | 1 - 3 | Caribes de San Sebastián | 16-25, 17-25, 25-20, 19-25        |
| 20 ottobre 2024 Coliseo Raúl "Pipote" Oliveras, Yauco        | Cafeteros de Yauco       | 1 - 3 | Caribes de San Sebastián | 19-25, 21-25, 25-18, 15-25        |

#### Play-off
| Quarti di finale (gara 1) - 25 ottobre 2024 Coliseo Luis Aymat Cardona, San Sebastián | Caribes de San Sebastián | 3 - 0 | Gigantes de Carolina     | 25-19, 25-20, 25-17               |
| Quarti di finale (gara 2) - 27 ottobre 2024 Coliseo Guillermo Angulo, Carolina        | Gigantes de Carolina     | 2 - 3 | Caribes de San Sebastián | 19-25, 22-25, 25-22, 27-25, 10-15 |
| Quarti di finale (gara 3) - 29 ottobre 2024 Coliseo Luis Aymat Cardona, San Sebastián | Caribes de San Sebastián | 3 - 0 | Gigantes de Carolina     | 25-14, 25-23, 25-22               |
| Semifinale (gara 1) - 7 novembre 2024 Coliseo Luis Aymat Cardona, San Sebastián       | Caribes de San Sebastián | 3 - 2 | Changos de Naranjito     | 25-20, 25-18, 17-25, 22-25, 15-12 |
| Semifinale (gara 2) - 9 novembre 2024 Coliseo Gelito Ortega, Naranjito                | Changos de Naranjito     | 0 - 3 | Caribes de San Sebastián | 16-25, 22-25, 25-27               |
| Semifinale (gara 3) - 12 novembre 2024 Coliseo Luis Aymat Cardona, San Sebastián      | Caribes de San Sebastián | 3 - 0 | Changos de Naranjito     | 25-23, 25-20, 25-21               |
| Semifinale (gara 4) - 14 novembre 2024 Coliseo Gelito Ortega, Naranjito               | Changos de Naranjito     | 0 - 3 | Caribes de San Sebastián | 21-25, 25-27, 21-25               |
| Finale (gara 1) - 22 novembre 2024 Coliseo Luis Aymat Cardona, San Sebastián          | Caribes de San Sebastián | 3 - 1 | Mets de Guaynabo         | 18-25, 25-19, 25-22, 25-19        |
| Finale (gara 2) - 24 novembre 2024 Coliseo Mario Morales, Guaynabo                    | Mets de Guaynabo         | 3 - 2 | Caribes de San Sebastián | 25-22, 20-25, 20-25, 28-26, 18-16 |
| Finale (gara 3) - 27 novembre 2024 Coliseo Luis Aymat Cardona, San Sebastián          | Caribes de San Sebastián | 3 - 0 | Mets de Guaynabo         | 25-17, 25-17, 25-20               |
| Finale (gara 4) - 29 novembre 2024 Coliseo Mario Morales, Guaynabo                    | Mets de Guaynabo         | 3 - 1 | Caribes de San Sebastián | 25-20, 25-16, 15-25, 25-20        |
| Finale (gara 5) - 2 dicembre 2024 Coliseo Luis Aymat Cardona, San Sebastián           | Caribes de San Sebastián | 3 - 0 | Mets de Guaynabo         | 25-21, 25-17, 25-20               |
| Finale (gara 6) - 4 dicembre 2024 Coliseo Mario Morales, Guaynabo                     | Mets de Guaynabo         | 3 - 1 | Caribes de San Sebastián | 22-25, 25-23, 25-21, 25-19        |
| Finale (gara 7) - 7 dicembre 2024 Auditorio Juan Pachín Vicéns, Ponce                 | Caribes de San Sebastián | 3 - 2 | Mets de Guaynabo         | 25-22, 22-25, 25-23, 23-25, 15-13 |

## Statistiche

### Statistiche di squadra
| Competizione | Punti | In casa | In casa | In casa | In trasferta | In trasferta | In trasferta | Totale | Totale | Totale |
| Competizione | Punti | G       | V       | P       | G            | V            | P            | G      | V      | P      |
| ------------ | ----- | ------- | ------- | ------- | ------------ | ------------ | ------------ | ------ | ------ | ------ |
| LVSM         | 51    | 17      | 15      | 2       | 16           | 12           | 4            | 34     | 28     | 6      |
| Totale       | -     | 17      | 15      | 2       | 16           | 12           | 4            | 34     | 28     | 6      |

G = partite giocate; V = partite vinte; P = partite perse

### Statistiche dei giocatori
Dati non disponibili.